# Appula eduardae
Appula eduardae là một loài bọ cánh cứng trong họ Cerambycidae.